# لويس ليرمان
لويس ليرمان (بالإنجليزية: Lewis Lehrman)‏ هو مصرفي أمريكي، ولد في 15 أغسطس 1938 في هاريسبرج في الولايات المتحدة.

## وصلات خارجية
- الموقع الرسمي